# Heikinluoto (ö i Satakunta)
Heikinluoto är en ö i Finland. Den ligger i sjön Uksjärvi och i kommunen Björneborg i den ekonomiska regionen  Björneborgs ekonomiska region  och landskapet Satakunta, i den sydvästra delen av landet, 240 km nordväst om huvudstaden Helsingfors. Öns area är 3,2 hektar och dess största längd är 370 meter i sydöst-nordvästlig riktning.